# Mimosa rondoniana
Mimosa rondoniana är en ärtväxtart som beskrevs av Frederico Carlos Hoehne. Mimosa rondoniana ingår i släktet mimosor, och familjen ärtväxter. Inga underarter finns listade i Catalogue of Life.